# Giant Rooks
I Giant Rooks sono un gruppo musicale indie tedesco originario di Hamm, formatosi nel 2014 da un'iniziativa del front-man e cantante Frederik Rabe e di suo cugino, Finn Schwieters, chitarrista, con Jonathan Wischniowsky come pianista. Poco dopo, a loro, si sono uniti il bassista Luca Göttner e il batterista Finn "Finnboo" Thomas.
Il loro album di debutto "ROOKERY" viene pubblicato il 28 agosto 2020.

## Storia del gruppo
Il gruppo si fonda nel 2014 e pubblica il primo EP The Times Are Bursting the Lines alla fine del 2015. In quel momento, alcuni membri della band frequentano ancora la scuola. Nel 2016 i Giant Rooks aprono i concerti di Razz, Kraftklub, Von Wegen Lisbeth e The Temper Trap e d’estate suonano ad alcuni festival. Nello stesso anno vincono il premio popNRW per la categoria Newcomer e vengono nominati per il New Music Award dalla stazione giovanile di ARD-Radio, dove si classificano al terzo posto. Nel gennaio 2018 rilasciano un’intervista più esaustiva riguardo alla formazione della band alla rivista online MYP Magazine. Dalla fine di gennaio 2018 la band si esibisce in una tournée di 23 concerti in Germania, Austria, Svizzera e Gran Bretagna. Nel 2019, i Giant Rooks partono in tournée con la band tedesca AnnenMayKantereit. Infine nel 2022 riescono a pianificare anche un tour mondiale di 32 concerti sparsi in tutto il mondo.
Il gruppo gestisce in maniera indipendente la Giant Rooks GbR con la quale distribuisce la sua musica. La gestione e la prenotazione sono prese in carico da Four Artists, una filiale della Four Music GmbH di Berlino.

## Discografia

### Album
- 2020 – Rookery
- 2021 – Rookery live tapes
- 2024 - How Have You Been?

### EP
- 2015 – The Times Are Bursting the Lines
- 2017 – New Estate
- 2019 – Wild Stare

### Singoli
- 2015 - Smaland
- 2017 – New Estate
- 2017 – Bright Lies
- 2017 – Chapels
- 2017 – Slow
- 2017 – Mia & Keira (Days to Come)
- 2018 – Wild Stare
- 2019 – Tom's Diner (con AnnenMayKantereit)
- 2019 – 100mg
- 2019 – King Thinking
- 2019 – Went Right Down
- 2020 – Watershed
- 2020 – What I Know Is All Quicksand
- 2020 – Heat Up
- 2020 – Misinterpretations
- 2020 – Into Your Arms
- 2020 – All We Are
- 2020 – Head By Head
- 2020 – The births of Worlds
- 2022 - Morning Blue
- 2023 - Bedroom Exile
- 2023 - For You
- 2023 - Cold Wars
- 2023 - Fight Club
- 2024 - Somebody Like You
- 2024 - Pink Skies
- 2024 - Under Your Wings

### Collaborazioni
- 2017 – Another Heart / Another Mind (Razz feat. Giant Rooks)
- 2019 - Tom's Dinner (AnnenMayKantereit feat. Giant Rooks)
- 2021 – Insomnia (RIN feat. Giant Rooks)
- 2021 - Der Letzte Song (Alles Wird Gut) . (Kummer & Fred Rabe)

## Formazione[1]
- Frederik Rabe – voce, chitarra, percussioni, sintetizzatore
- Finn Schwieters – chitarra[2]
- Finn Thomas – batteria
- Jonathan Wischniowski – pianoforte, sintetizzatore
- Luca Göttner – basso